# アルコFA
アルコFAは、アメリカン・ロコモティブ（アルコ）が製造した車軸配置B-Bの貨物用電気式ディーゼル機関車のシリーズである。車体はアルコ、電装品はゼネラル・エレクトリック(GE)が担当し、ニューヨーク州スケネクタディで1946年から1959年にかけて製造された。
外見は同時期に製造されたアルコPAとほぼ同じで、キャブ・ユニットと呼ばれる箱形車体であり、片運転台のAユニット(FA)と運転台のないBユニット(FB)がある。デザインはGEのレイ・パテン(Ray Patten)による。
旅客列車牽引用に蒸気発生装置を搭載したFPA/FPBもラインナップされ、シリーズ合計で1,354両が製造された。アメリカ合衆国、カナダ、メキシコで使用された。数両が動態保存されている。

## 概要
本シリーズのバリエーションは以下の通りである。
| 形式       | 設計名称   | 搭載エンジン | 出力(馬力) | 両数 | 製造期間       |
| ---------- | ---------- | ------------ | ---------- | ---- | -------------- |
| FA-1       | DL-208,A,B | 244          | 1500       | 412  | 1946/1-1950/10 |
| FA-1       | DL-208C    | 244          | 1600       | 21   | 1950/3-1950/6  |
| FB-1       | DL-209,A,B | 244          | 1500       | 233  | 1946/1-1950/10 |
| FB-1       | DL-209C    | 244          | 1600       | 16   | 1950/3-1950/8  |
| FA-2,FPA-2 | DL-212,A   | 244          | 1600       | 395  | 1950/10-1956/6 |
| FB-2,FPB-2 | DL-213,A   | 244          | 1600       | 227  | 1950/10-1956/6 |
| FPA-4      | DL-218     | 251B         | 1800       | 36   | 1958/10-1959/5 |
| FPB-4      | DL-219     | 251B         | 1800       | 14   | 1958/10-1959/3 |

各形式の違いは、主として出力の増強によるものである。FPA-4/FPB-4は、アルコのカナダ子会社、モントリオール・ロコモティブ・ワークス(MLW)で製造された、カナダ向けの車両である。
多くの機器はPAと共通である。FA-1/FB-1とFA-2/FB-2との外観上の差異は、ラジエターシャッターの位置である。前者は車体後部にあり、後者は車体前部にある。これは、蒸気発生装置をラジエターの後部に搭載できるように設計変更されたためである。FPA-4/FPB-4は、そのラジエターが下部方向に拡大されている。FPA-4/FPB-4は高速旅客列車牽引に使用され、1990年代までVIA鉄道で使用された。
FAをPAとともに特徴づけるのは、長く直線的な前頭部に長方形のフィルターを備え、その中にヘッドライトを収めたスタイルである。スリット形状のグリル、運転席側窓から流線型に下部へとカーブした飾り帯も特徴的である。
PAも含め、デザインとしてはフェアバンクス・モースのエリービルトの強い影響下にある。エリービルトはアルコのパートナーでもあるGEが製造したもので、前述のとおり、FAのデザインはそのGEのデザイナーであるレイ・パテンによる。そのため、多くの人が、エリービルトのデザインから直線を強調し、より力強い外観にしたものがFAのデザインとなったと信じている。
アルコの244型V型12気筒4ストロークディーゼルエンジン（131,288cc、直径229mm×行程267mm）は信頼性に欠け、FAとPAでGM-EMDが席巻しているディーゼル機関車市場に割り込むことができなかった。GEとの協業が終了したのも、エンジンの信頼性の低さが原因であった。FPA-4/FPB-4で採用された新型の251型エンジンは大きく進化しており、信頼性も向上したが、時既に遅く、アルコが失ったシェアを奪い返すまでには至らなかった。251型エンジンが広く使用されるようになったころ、GEは自社で開発したU25Bでディーゼル機関車市場に乗り込んでいた。GEは機関車メーカーとしてアルコに取って代わり、アルコは1969年に市場から撤退することになった。

## 保存車両
20両ほどが、博物館や史学会で保存されている。いくつかの保存鉄道では動態で保存されている。グランド・キャニオン鉄道、ナパ・バレー鉄道、クヤホガ・バレー・シーニック鉄道はMLW製のFPA-4をVIA鉄道より購入し、2008年現在も運行している。

## 輸出車両

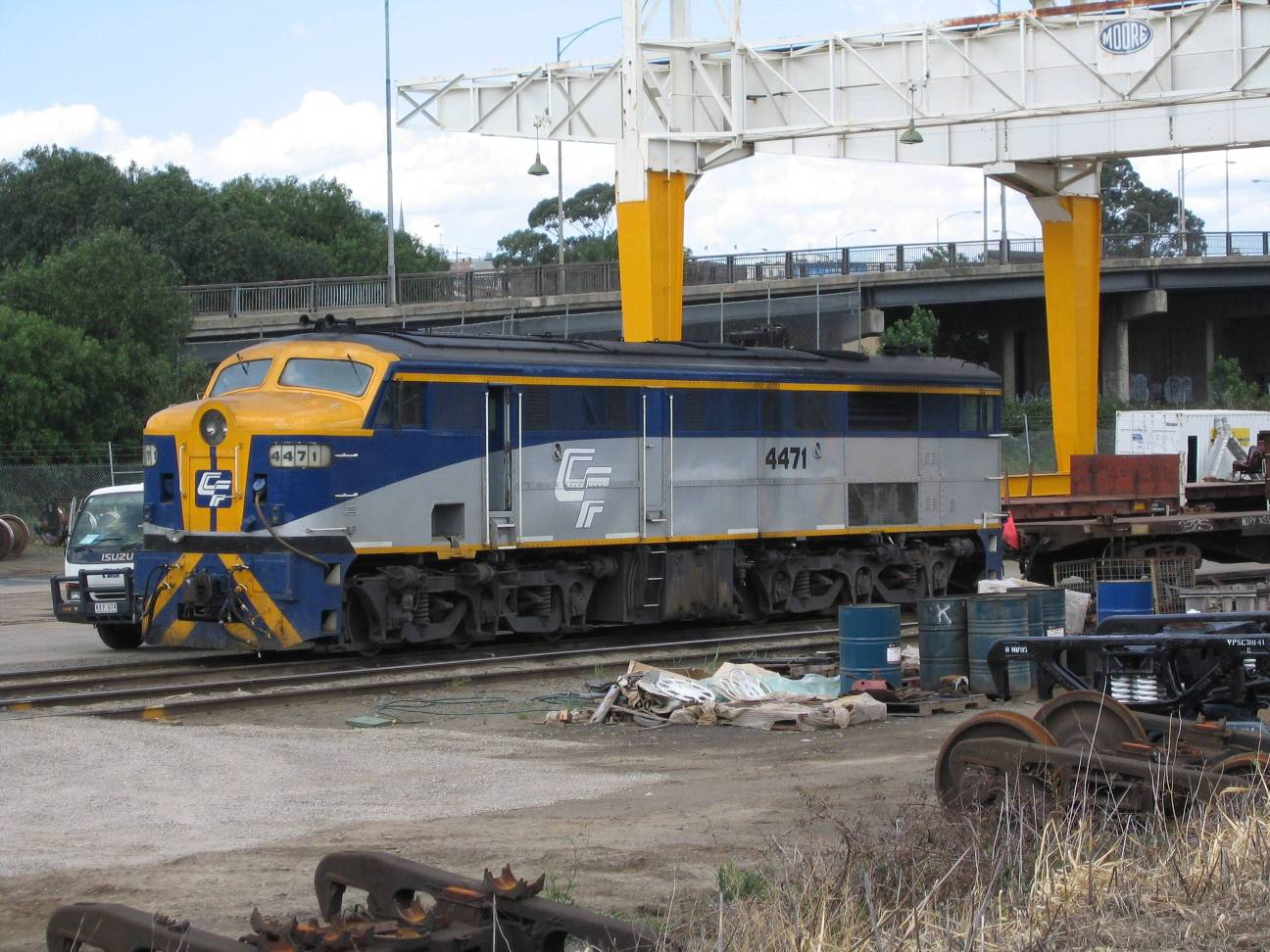
CFCLオーストラリア社の保有する44形

アルコの輸出用機関車として知られる1953年設計のDL500は、FA-2をベースとしている。最初の25両は244型エンジンを1,600馬力(1,200kW)で使用していた。その後、251B型エンジンを搭載し、1,800馬力(1,300kW)となったのはFAと同様である。台車は車軸配置C-Cを基本としていたが、B-BやA-1-A台車もオプションとして用意されていた。
DL500は1953年5月から1967年12月まで、アルコ、A.E.グッドウィン、MLWで合計369両が製造された。
アルゼンチンの新アルゼンチン国鉄が保有するサン・マルティン将軍鉄道では2020年現在でも使用されており、オーストラリアではA.E.グッドウィンがライセンス生産した標準軌の2両がニューサウスウェールズ州営鉄道(New South Wales Government Railways)の44形として、片運転台・両運転台の車両が1600mm広軌の南オーストラリア鉄道(South Australian Railways)の930形として使用された。
ほかには、ギリシャ、インド、パキスタン、ペルー（ペルー中央鉄道）、スペイン（スペイン国鉄）でも使用された。